# Aspidontus taeniatus
Aspidontus taeniatus — вид риб родини Blenniidae.

## Назва
В англійській мові має назву «імітатор чистильщика» (англ. cleaner mimic).

## Опис
Риба до 12 см довжини. Забарвлений ідентично до чистильщика Labroides dimidiatus, злегка відрізняється мордою. Ця імітація дозволяє йому підпливати до риб, щоб ущіпнути шматочок шкіри, та уберігатися від хижаків.

## Поширення та середовище існування
Живе у трубках червів в затоках від 1 до 20 м глибини. Поширений від Червоного моря та Південної Африки на заході до Французької Полінезії та Австралії на сході.

## Галерея

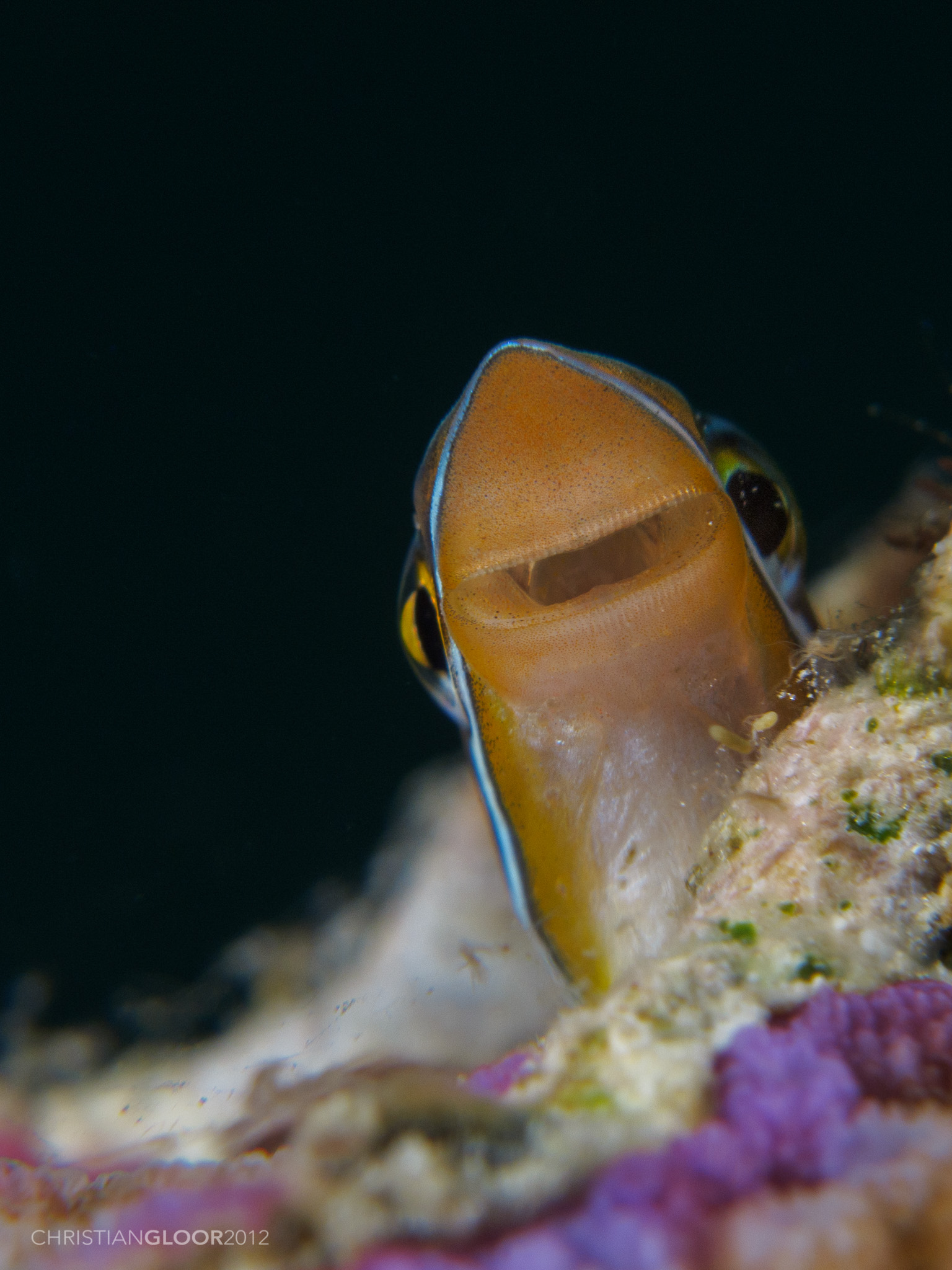
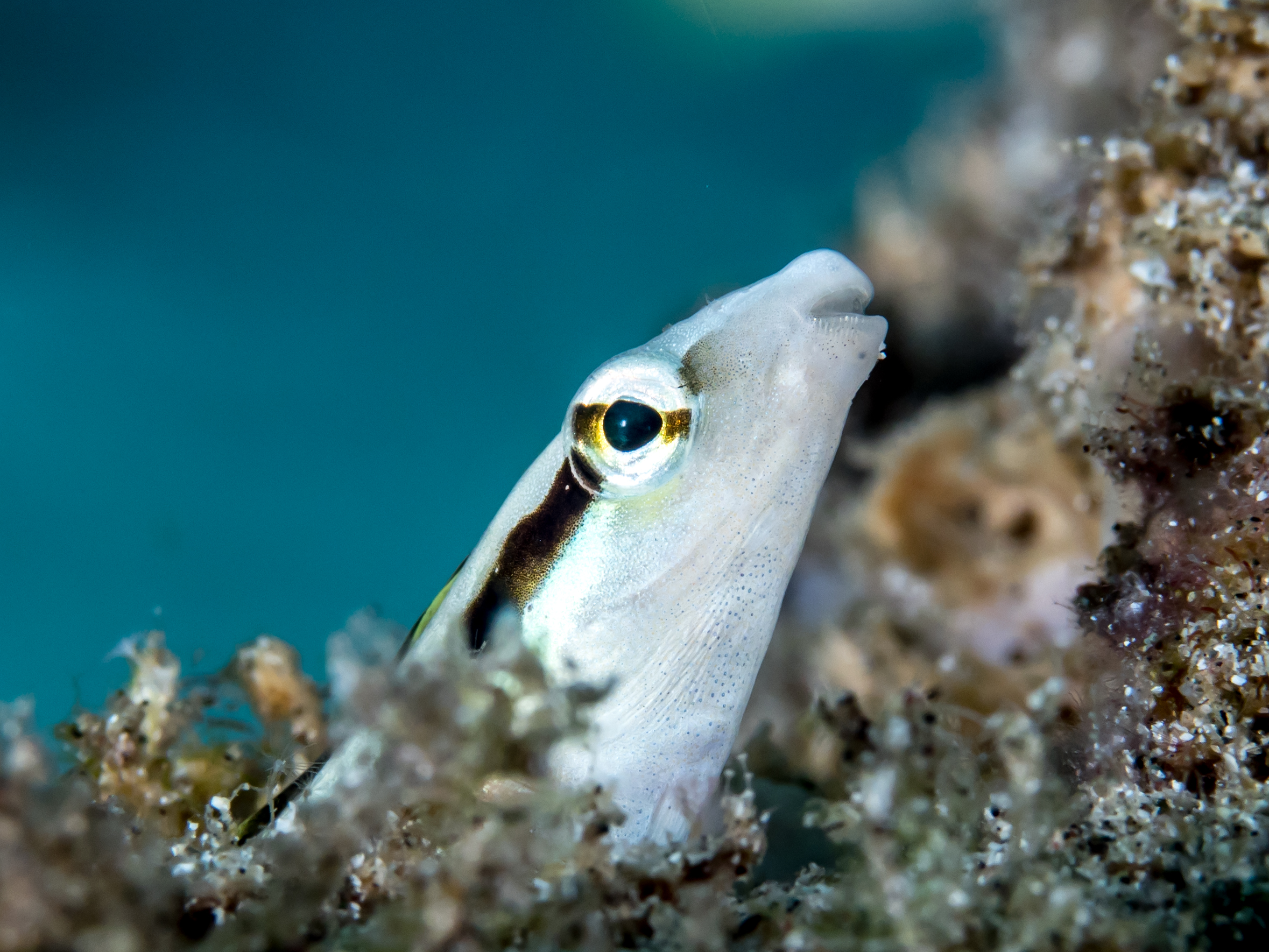